# Torreadrada (kommunhuvudort)
Torreadrada är en kommunhuvudort i Spanien.   Den ligger i provinsen Provincia de Segovia och regionen Kastilien och Leon, i den centrala delen av landet, 110 km norr om huvudstaden Madrid. Torreadrada ligger 1 082 meter över havet och antalet invånare är 113.
Terrängen runt Torreadrada är kuperad åt sydost, men åt nordväst är den platt. Runt Torreadrada är det mycket glesbefolkat, med 3 invånare per kvadratkilometer. Närmaste större samhälle är Sacramenia, 11,5 km nordväst om Torreadrada. Trakten runt Torreadrada består i huvudsak av gräsmarker.